# Ohio (Crosby, Stills, Nash & Young)
Ohio è una canzone "di protesta" scritta nel 1970 da Neil Young e interpretata da Crosby, Stills, Nash & Young. È ispirata alla morte di quattro giovani avvenuta durante gli scontri tra manifestanti e polizia del 4 maggio 1970 nella città di Kent, in Ohio, nei pressi della Kent State University. Il brano venne pubblicato su singolo (B-side Find the Cost of Freedom di Stephen Stills), raggiungendo la posizione numero 14 della classifica statunitense Billboard Hot 100. Anche se una versione dal vivo della canzone fu inclusa nel doppio album Four Way Street del 1971, la versione registrata in studio della canzone venne inclusa su LP solo nel 1974 sulla compilation So Far di CSN&Y. Il brano è stato incluso anche nelle raccolte soliste di Neil Young Decade (1977), e Greatest Hits (2004).
Nel 1976, nelle note interne dell'antologia Decade, Young rifletté sul fatto di quanto fosse stato amaramente ironico "l'aver comunque guadagnato dei soldi dalla morte di quei quattro studenti americani".

## Il brano

### Registrazione
Young scrisse le parole del testo di Ohio dopo aver visto le fotografie resoconto degli incidenti, durante i quali erano rimasti uccisi quattro studenti, in un articolo della rivista Life Magazine. Quando i CSN&Y entrarono nei Record Plant Studios di Los Angeles la sera del 21 maggio 1970, la canzone era già quasi ultimata, e il quartetto la incise dal vivo in sole poche take. Durante la stessa sessione la band registrò anche il lato B del singolo, l'antimilitarista Find the Cost of Freedom di Stephen Stills. Impazienti di comunicare la propria indignazione per i fatti della Kent State, il gruppo caldeggiò al più presto la pubblicazione del singolo.
Nelle note interne dell'antologia Decade, Young affermò come i disordini alla Kent State University fossero stati "probabilmente la più grande lezione mai ricevuta circa la violazione dei diritti civili su suolo americano", e ricordò che "David Crosby pianse quando finirono di registrare il brano". Ad ulteriore dimostrazione di quanto Crosby "sentisse" il brano, è possibile udirlo gridare le parole: «Four, why? Why did they die?» ("Quattro, perché? Perché sono dovuti morire?") e: «How many more?» ("Quanti altri ancora?") nella dissolvenza finale della canzone.

### Testo e significato

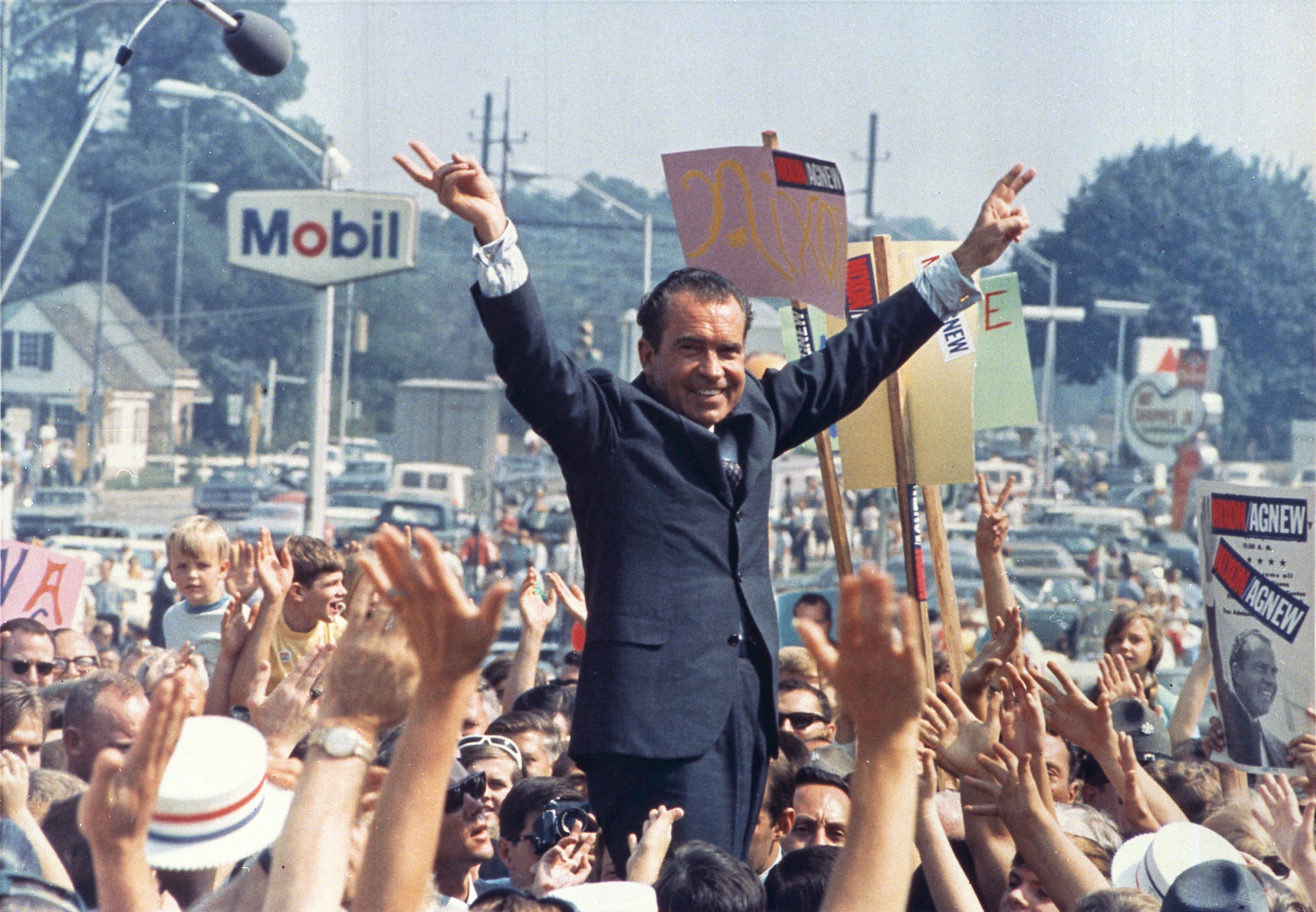
Nixon a Filadelfia durante la campagna elettorale, luglio 1968

Il testo del brano evoca con forza l'orrore, l'oltraggio e lo shock provocati dagli spari della polizia sulla folla degli studenti manifestanti contro la guerra in Vietnam, specialmente l'espressione «four dead in Ohio» ("quattro morti in Ohio"), ripetuta più volte nel corso della canzone. Le parole: «Tin soldiers and Nixon coming» ("i soldatini di latta e Nixon stanno arrivando") si riferiscono agli agenti della guardia nazionale dello Stato dell'Ohio che uccisero gli studenti protestatari, la cui morte Young attribuisce al Presidente degli Stati Uniti allora in carica, Richard Nixon. Una volta Crosby affermò quanto fosse stato coraggioso da parte di Young il fatto di citare direttamente il nome di Nixon nella canzone, cosa mai avvenuta in precedenza. Dopo questa canzone, la controcultura statunitense considerò il gruppo dalla propria parte, dando ai quattro musicisti lo status di leader e portavoce delle istanze libertarie del movimento contestatario per tutto il decennio successivo.

### Pubblicazione ed accoglienza
Alla pubblicazione, il singolo venne presto bandito dalle radio per i riferimenti polemici all'amministrazione Nixon contenuti nel testo, ma ricevette comunque parecchi passaggi radiofonici da parte di stazioni radio clandestine o underground diventando molto popolare nei college statunitensi e raggiungendo la posizione numero 14 nella classifica Billboard Hot 100.
Nel 2004 Ohio si è classificata alla posizione numero 395 della lista delle 500 migliori canzoni di tutti i tempi stilata dalla rivista Rolling Stone.

## Tracce singolo
1. Ohio (Neil Young) - 2:58
2. Find the Cost of Freedom (Stephen Stills) - 2:01

## Cover
- 1971 - The Isley Brothers sull'album Givin' It Back.
- 1993 - Paul Weller come B-side del suo singolo The Weaver.
- 1998 - Come traccia nascosta nell'album Thirty Days Out dei Montrose Avenue.
- 2001 - I Zegota, gruppo punk statunitense, in una versione lunga 9 minuti.
- 2002 - I Devo sull'album When Pigs Fly: Songs You Never Thought You'd Hear. La canzone conserva un particolare significato per la band. Due dei suoi membri fondatori, Jerry Casale e Mark Mothersbaugh, frequentavano la Kent State durante il periodo degli scontri, Casale fu testimone diretto degli spari e conosceva due delle vittime.[4]
- 2003 - Una versione dal vivo è stata inclusa come bonus track nella ristampa del primo album dei Mott the Hoople.
- 2004 - I Dandy Warhols sull'album di cover Come on Feel the Dandy Warhols.
- 2007 - I Dala sull'album Borrowed Tunes II: A Tribute to Neil Young.
- 2009 - Chris & Rich Robinson dei The Black Crowes nel documentario The People Speak.
- 2014 - Nolwenn Leroy sull'album live Ô Tour de L'Eau.

## Formazione
CSN&Y
- Neil Young: chitarra, voce solista in Ohio
- Stephen Stills: chitarra solista, cori
- David Crosby: chitarra, cori
- Graham Nash: organo, cori

Musicisti aggiuntivi
- Calvin Samuels: basso (solo Ohio)
- John Barbata: batteria (solo Ohio)